# أدالبرتو ماديرو
أدالبرتو ماديرو (من مواليد 25 سبتمبر 1969) محامي وسياسي يميني مكسيكي من نويفو ليون خدم في مجلس الشيوخ بالكونغرس المكسيكي. شغل منصب رئيس بلدية مونتيري من عام 2006 إلى عام 2009.

## الحياة الشخصية والتعليم
ماديرو هو ابن أرماندو أرتورو ماديرو ألمادا ونيفيس كيروجا دي ماديرو. درس القانون في المكسيك وتابع دراساته في دبلن في أيرلندا وفي واشنطن بالولايات المتحدة. يعاني من مشاكل في النطق.

## الحياة السياسية
ماديرو عضو في حزب العمل الوطني. وكان مستشارًا قانونيًا للعديد من موظفي حزب العمل الوطني العامين في موطنه نويفو ليون وشغل مناصب مختلفة داخل حزبه بما في ذلك وكيل وزارة المالية.
شغل منصب نائب محلي في كونغرس نويفو ليون من 1997 إلى 2000. في عام 2000 أصبح أحد أصغر أعضاء مجلس الشيوخ الذين يخدمون في الكونغرس. في عام 2006 فاز في انتخابات رئيس بلدية مونتيري وهزم مرشح الحزب الثوري المؤسسي أبيل غيرا.